# Кампаньоль
Кампаньо́ль (фр. Campagnolles) — коммуна во Франции, находится в регионе Нижняя Нормандия. Департамент коммуны — Кальвадос. Входит в состав кантона Сен-Севе-Кальвадос. Округ коммуны — Вир.
Код INSEE коммуны — 14127.

## Население
Население коммуны на 2010 год составляло 449 человек.
| 1962 | 1968 | 1975 | 1982 | 1990 | 1999 | 2010 |
| ---- | ---- | ---- | ---- | ---- | ---- | ---- |
| 354  | 361  | 361  | 364  | 417  | 392  | 449  |

## Экономика
В 2010 году среди 299 человек трудоспособного возраста (15—64 лет) 229 были экономически активными, 70 — неактивными (показатель активности — 76,6 %, в 1999 году было 79,2 %). Из 229 активных жителей работали 212 человек (110 мужчин и 102 женщины), безработных было 17 (5 мужчин и 12 женщин). Среди 70 неактивных 16 человек были учениками или студентами, 37 — пенсионерами, 17 были неактивными по другим причинам.